# Tronie

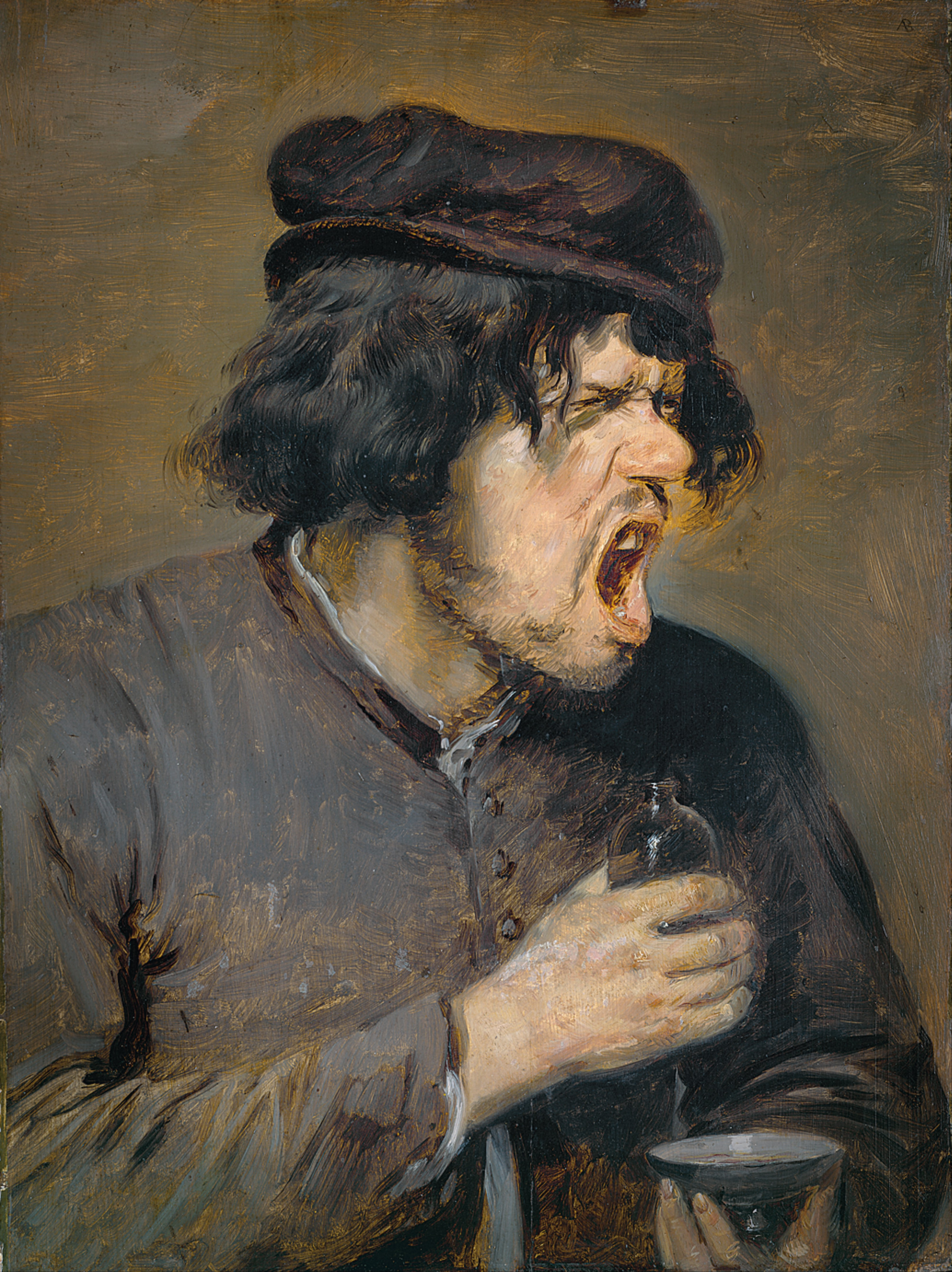
La potion amère d'Adriaen Brouwer.

La tronie, mot néerlandais du XVIIe siècle signifiant « visage », est un genre distinctif de la peinture de l'âge d'or de la peinture néerlandaise et de la peinture baroque flamande. Ce genre combine des éléments du portrait, de la peinture d'histoire et de la scène de genre et représente généralement une partie d'un personnage seul pour laquelle l'artiste s'est employé à représenter une expression faciale exagérée, un état d'esprit original ou un personnage excentrique. Il faut comprendre par là que ces portraits correspondent peu ou prou à la définition française du terme « trogne », c'est-à-dire un visage grotesque.
Bien que ces œuvres ressemblent souvent beaucoup à des portraits et que certaines soient connues pour représenter des personnes spécifiques, y compris les artistes eux-mêmes, elles ne visent pas à représenter des personnes individuelles dans la compréhension habituelle du genre du portrait. Ils représentent plutôt des caractérisations fictives de certains types, comme le vieil homme ou la vieille femme, le soldat, la bergère, l'Oriental ou l'homme noir. La réduction de l'objet de l'image ou de la signification qui lui est associée reste en deçà des possibilités de représentation habituelles pour les tableaux d'histoire et de genre à une seule figure.
L'objectif principal des artistes qui ont créé des tronies était de réaliser une représentation réaliste des personnages et de montrer leurs capacités illusionnistes par le libre usage du pinceau, de forts contrastes de lumière ou d'un schéma de couleurs particulier. Les tronies transmettaient des significations et des valeurs diverses à leurs spectateurs. Ils incarnaient des contenus abstraits tels que la fugacité, la jeunesse et la vieillesse, mais pouvaient également servir d'exemples positifs ou négatifs de qualités humaines, telles que la sagesse, la force, la piété, la folie ou l'impulsivité. Ces œuvres étaient populaires en Hollande et en Flandre et étaient produites en tant qu'œuvres indépendantes pour le marché libre,.

## Définition

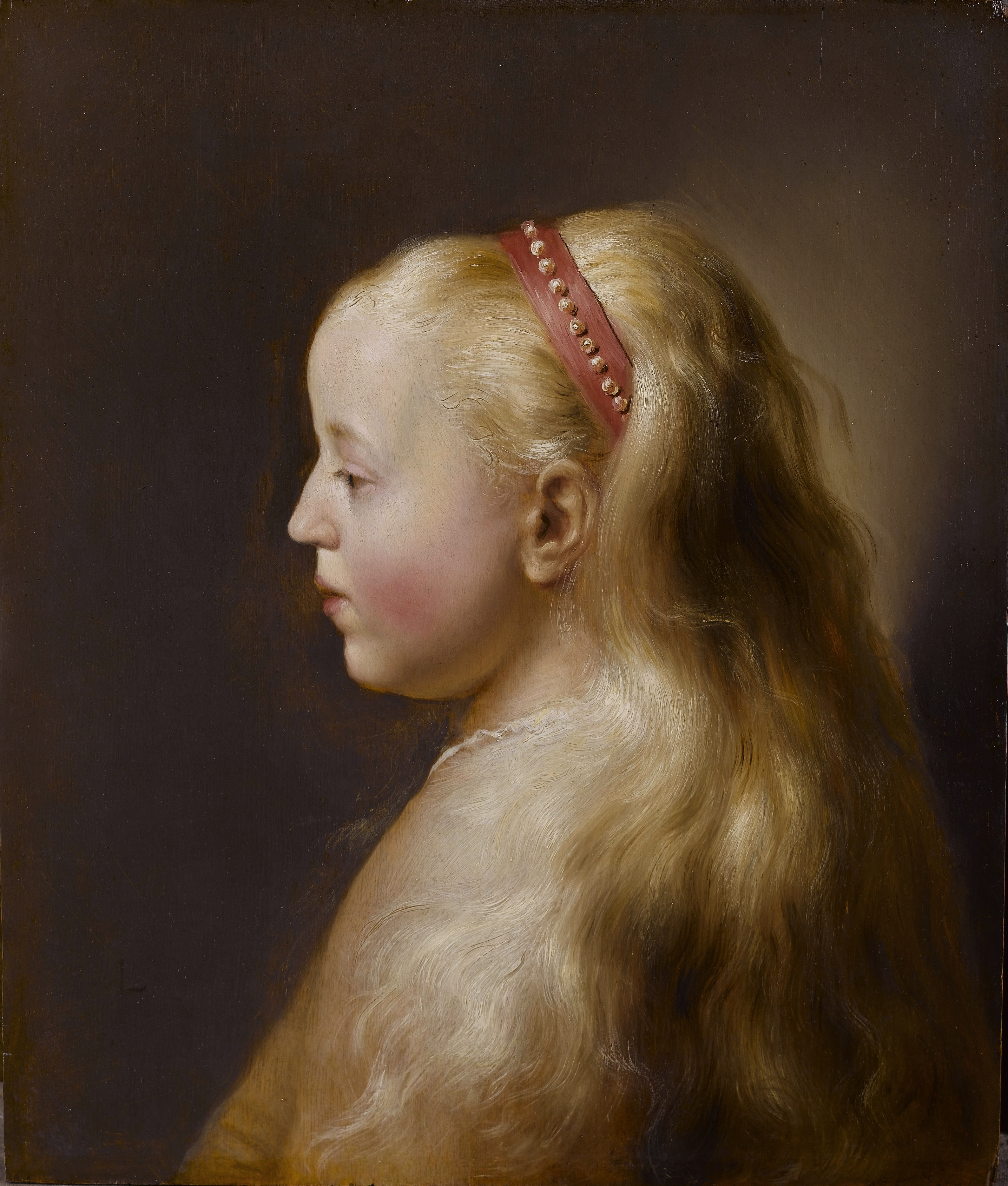
Jeune fille de Jan Lievens.

Le terme tronie n'est pas clairement défini dans la littérature d'histoire de l'art. Les sources littéraires et les archives montrent que ce mot n'a pas toujours été associé à l'homme au départ. Les inventaires désignent parfois les natures mortes de fleurs et de fruits sous le nom de tronies, mais le plus souvent la signification est « visage ». Le terme désigne souvent la tête entière, voire un buste, et dans des cas exceptionnels, le corps entier. Un tronie peut être bidimensionnel, ou fait de plâtre ou de pierre. Parfois, un tronie était une image, une représentation d'une personne, voire le visage de Dieu le Père, du Christ, de Marie, d'un saint ou d'un ange. En particulier, un tronie dénote l'apparence caractéristique de la tête d'un type, par exemple, un paysan, un mendiant ou un fou. La tronie signifiait parfois autant qu'une tête ou un modèle grotesque, comme le type d'une vieille personne laide. Conçu comme le visage d'un individu et d'un type, le tronie devait exprimer les sentiments et le caractère de manière appropriée, et devait donc être expressif.
Dans l'usage historique de l'art moderne, le terme tronie est généralement limité aux figures qui ne représentent pas une personne identifiable. Il s'agit donc d'une forme de peinture de genre. En général, seule une tête ou un buste était peint lorsque l'on se concentrait sur l'expression du visage, mais souvent à mi-hauteur lorsque l'on représentait un costume exotique. Les tronies pourraient être basés sur des études ou utiliser les caractéristiques de personnes réelles. L'image était généralement vendue sur le marché de l'art sans identification du modèle et n'était pas commandée et conservée par le modèle, comme c'était le cas pour les portraits. L'identité des modèles n'est pas supposée être importante. Ils peuvent représenter un personnage historique ou être dans une tenue antique.

## Histoire
Le genre est né au XVIe siècle aux Pays-Bas anciens, où il a probablement été inspiré par certaines des têtes grotesques dessinées par Léonard de Vinci. Léonard avait été le premier à dessiner des têtes grotesques appariées, juxtaposant deux têtes, généralement de profil, pour souligner leur différence. Cette juxtaposition de paires a également été adoptée par des artistes aux Pays-Bas. En 1564 ou 1565, Joannes et Lucas van Doetecum auraient gravé 72 têtes attribuées à Pieter Bruegel l'Ancien selon cette disposition jumelée.

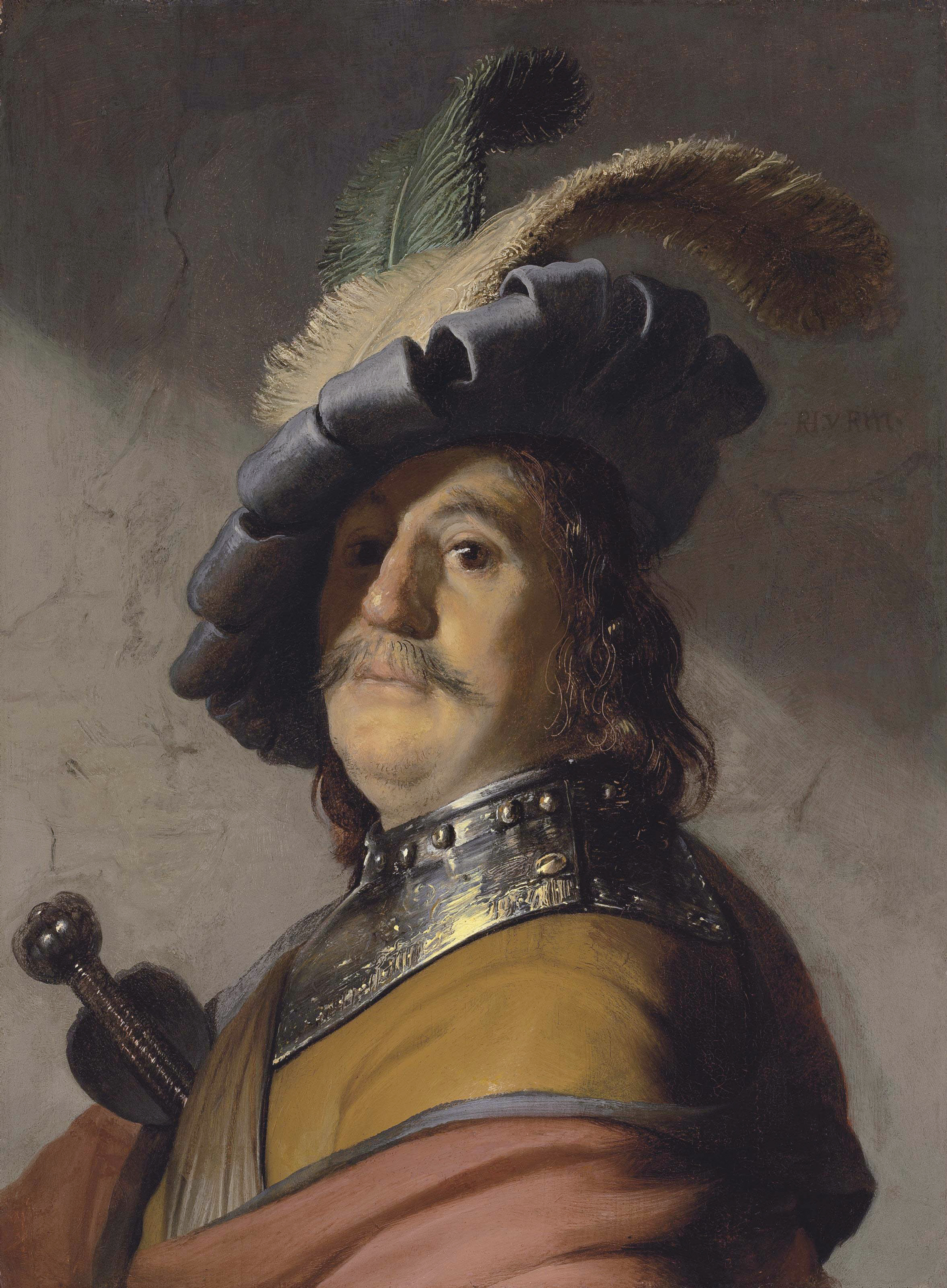
Un homme avec un gorget et une casquette, de Rembrandt

Au XVIe siècle, les peintres s'exerçaient sur des tronies, qu'ils peignaient à partir de modèles vivants pour préparer les figures des grands tableaux d'histoire. De nombreux artistes ont constitué des collections de têtes de personnages comme études préparatoires à la peinture, notamment à la peinture d'histoire. Au cours du XVIIe siècle en Hollande, ces études du visage se sont imposées comme une forme d'art à part entière, tandis que dans la tradition flamande le tronie était considéré plutôt comme une étude.
C'est Jan Lievens qui a lancé la production de tronies à Leyde. Partant de ses propres peintures de genre à un chiffre et de ses peintures d'histoire à demi-figure, Lievens a limité le sujet du tableau à la représentation d'une tête ou d'un buste. Il s'inspire des chefs d'études flamands de maîtres tels que Rubens et van Dyck. L'émergence du tronie, résultat d'une réduction des grandes compositions, a également pu être observée dans l'œuvre de Frans Hals.
La pratique des tronies en tant qu'indépendants était bien connue des peintres flamands. Il n'est pas exclu que le genre de la tronie en tant que forme d'art distincte soit né en Flandre avant son apparition en Hollande. Les peintres flamands Rubens, van Dyck et Jordaens sont connus pour avoir utilisé des études de têtes peintes dans des contextes d'œuvres plus larges. Toutefois, certaines de ces compositions étaient également destinées à servir d'études expressives indépendantes. Parmi les autres exemples d'artistes flamands qui ont peint des tronies, citons Adriaen Brouwer et Michael Sweerts, qui ont tous deux passé une partie de leur carrière en Hollande. Sweerts, de Bruxelles, avait probablement déjà commencé à produire des tronies en Flandre. La majorité de ses tronies sont des portraits en buste de garçons ou de jeunes hommes et filles, et rarement de personnes âgées, et quelques tronies en tenue exotique, comme le tableau Garçon au turban (vers 1656/58, Museo Thyssen-Bornemisza).
La fabrication de tronies est particulièrement courante dans les ateliers des peintres néerlandais du XVIIe siècle et s'est développée en une forme d'art indépendante dans le cercle de Rembrandt. Il existait aux Pays-Bas un marché lucratif pour les tronies, qui étaient parfois très populaires auprès des collectionneurs d'art. Frans Hals, Jan Lievens et Rembrandt, dont beaucoup d'autoportraits sont également des tronies, y compris ses eaux-fortes, comptent parmi ceux qui ont développé ce genre. 
Trois peintures de Johannes Vermeer, La Jeune Fille à la perle, Portrait d'une jeune femme et La Fille au chapeau rouge, sont également considérés comme des tronies.

## Galerie

Quelques exemples
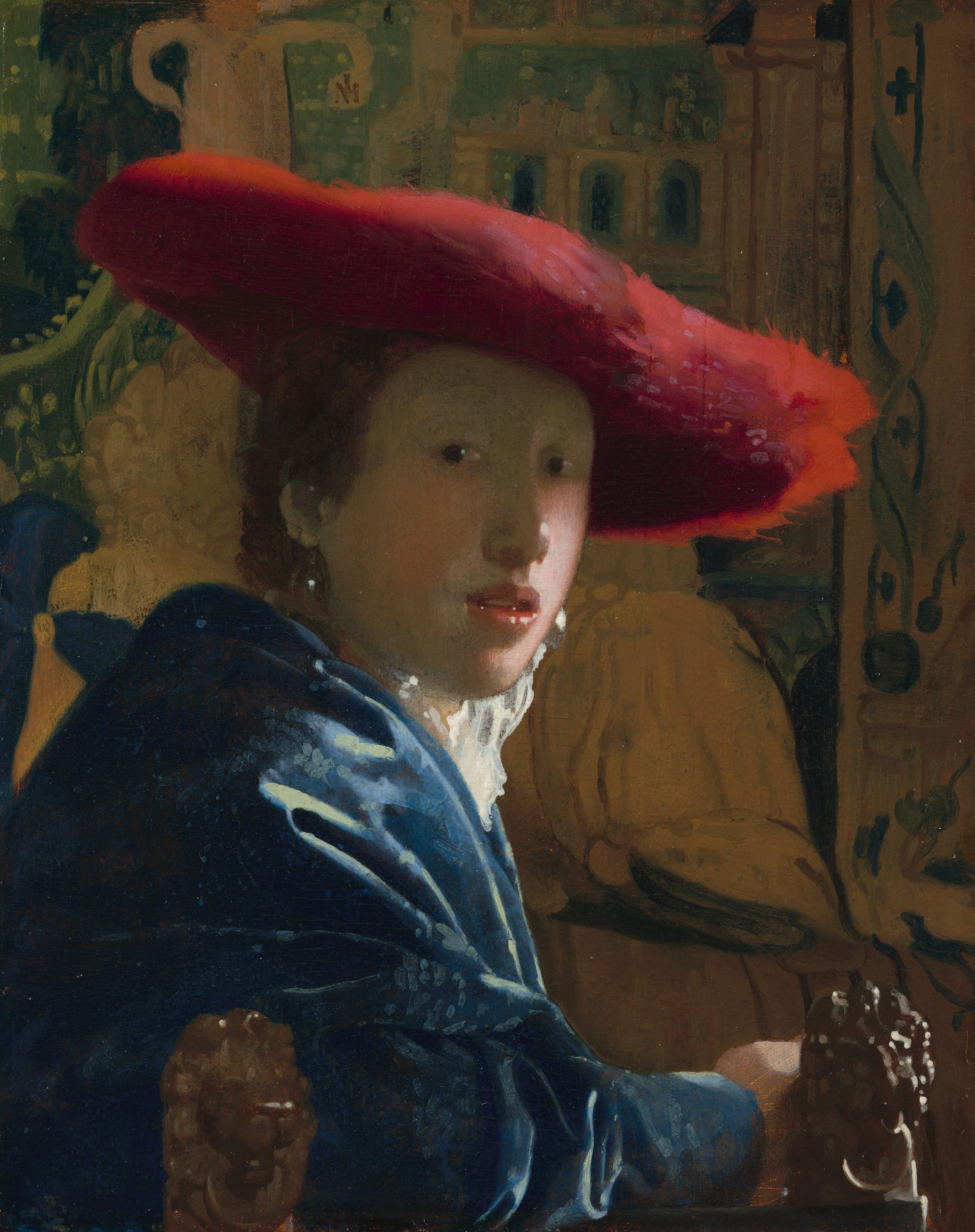
La Fille au chapeau rouge  de Johannes Vermeer, vers 1665.
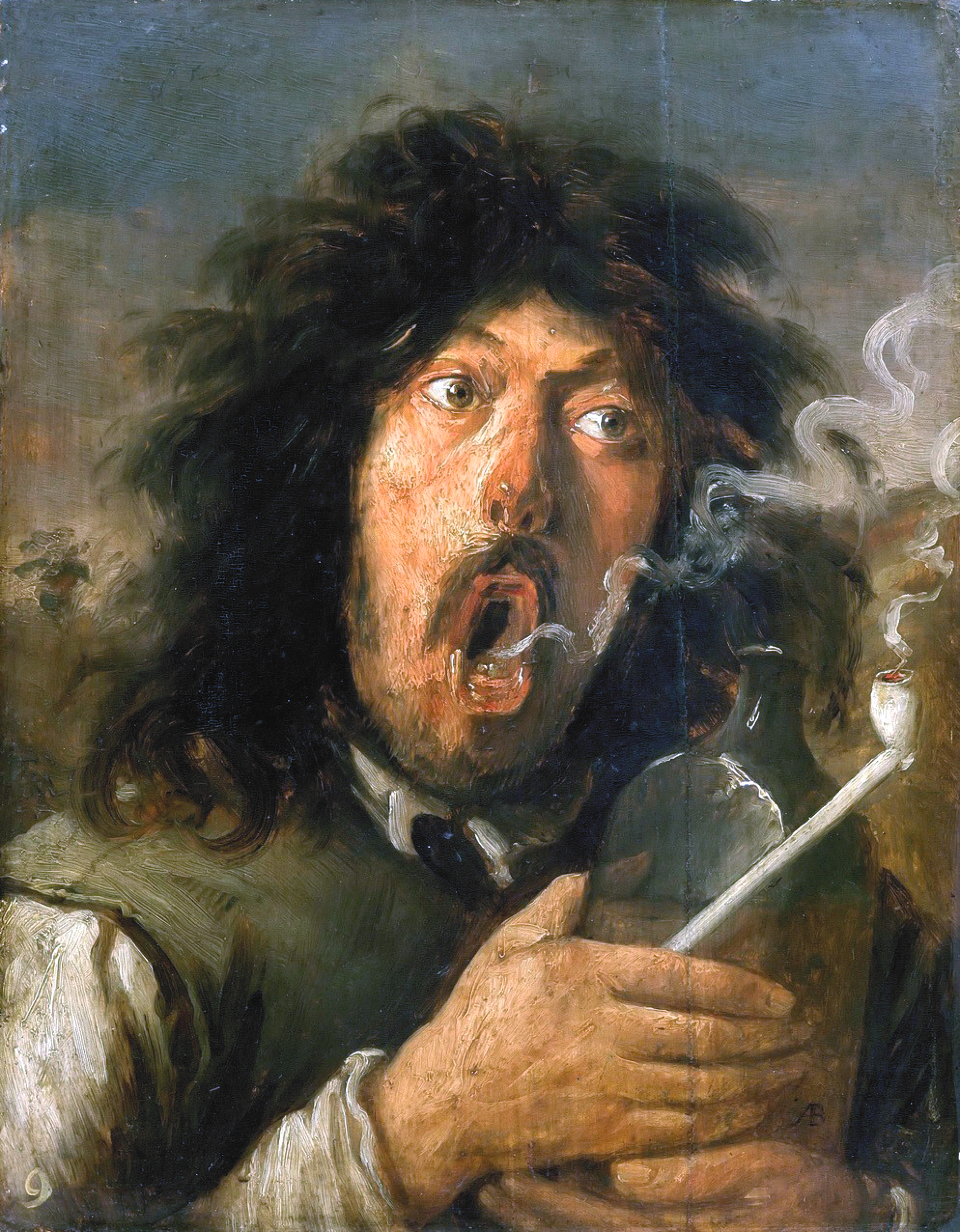
Le Fumeur de Josse van Craesbeeck.
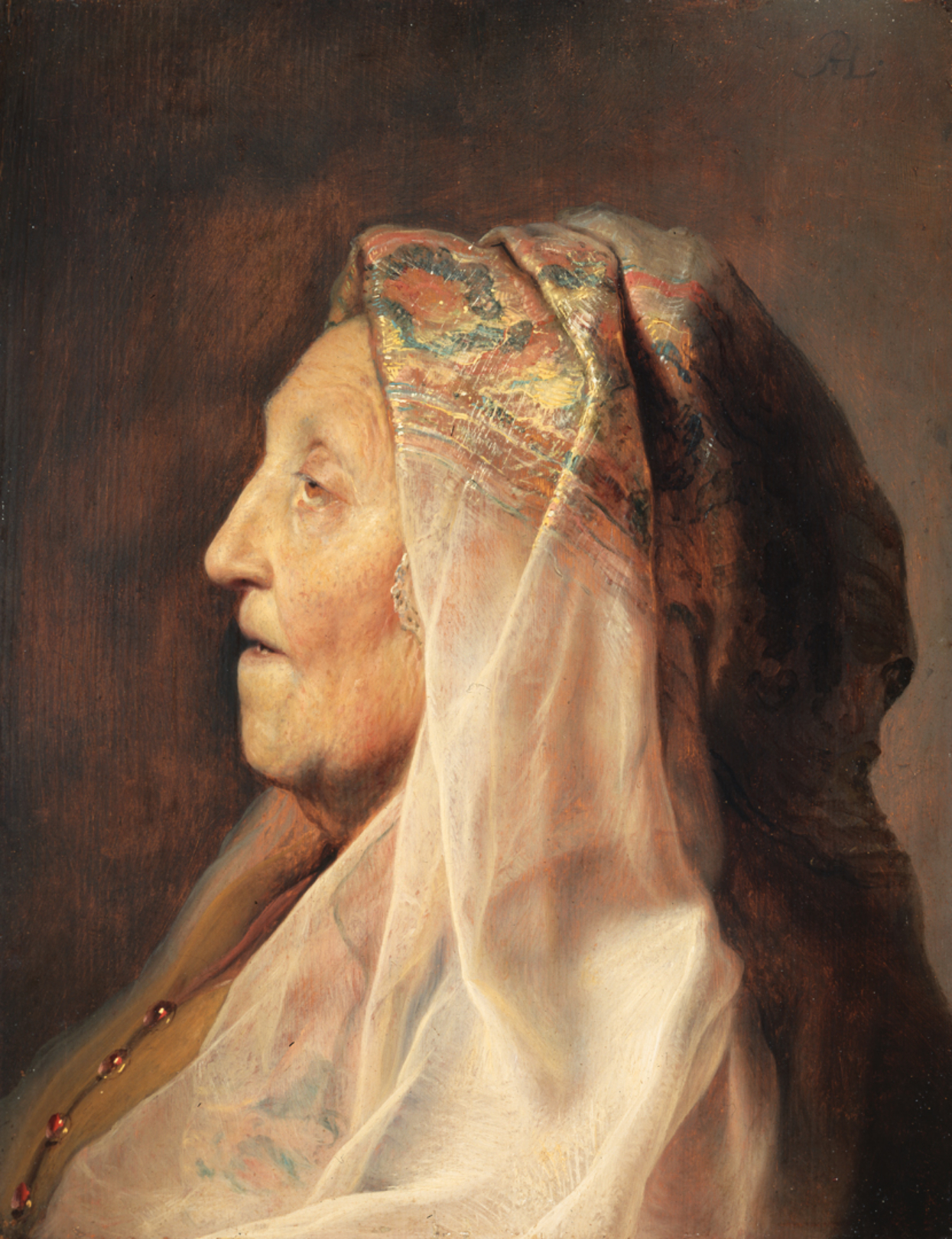
Tête d'une femme âgée de Jan Lievens, 1630.
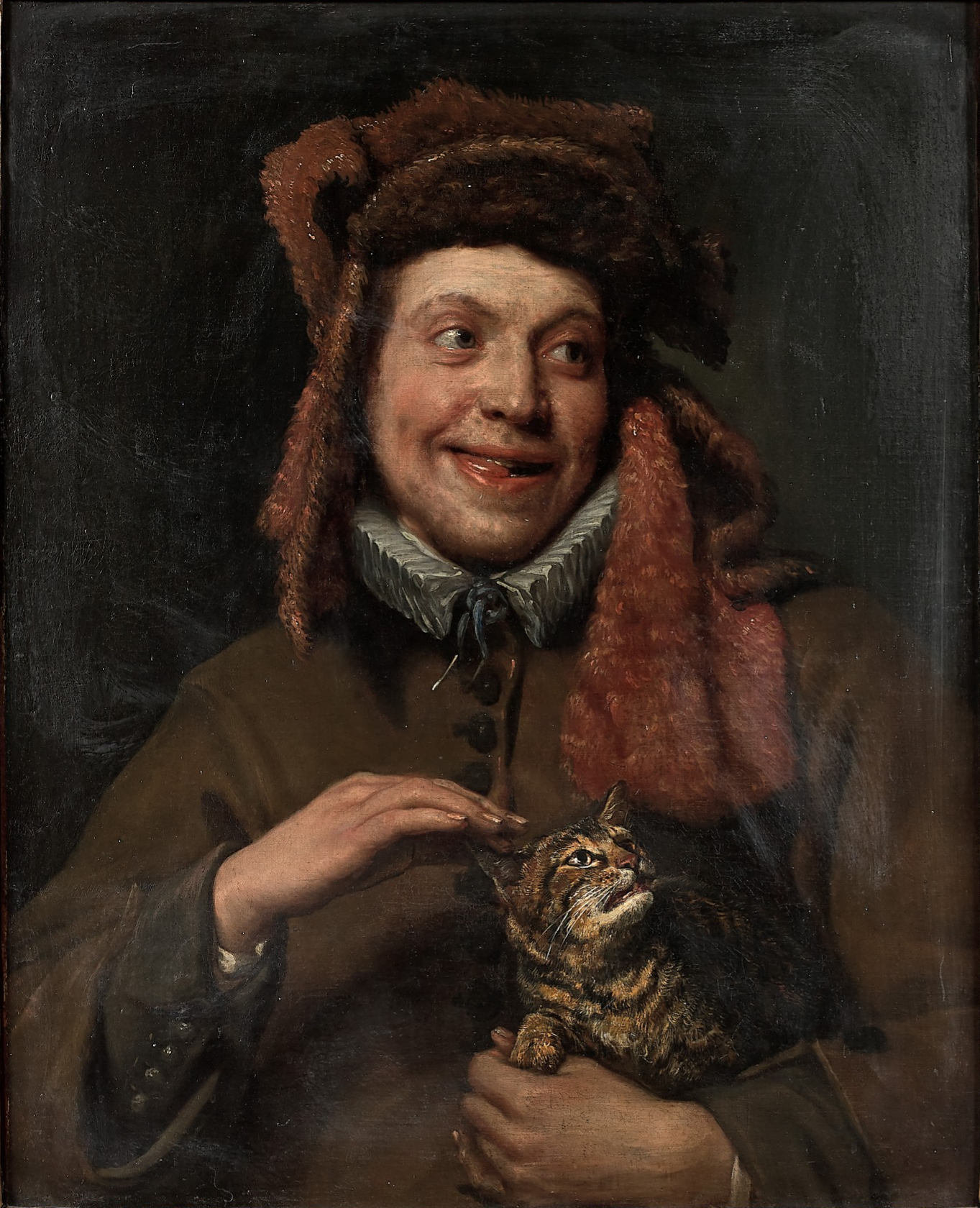
Portrait d'un jeune homme tenant un chat (Une allégorie du toucher) (vers 1640) de Michael Sweerts.
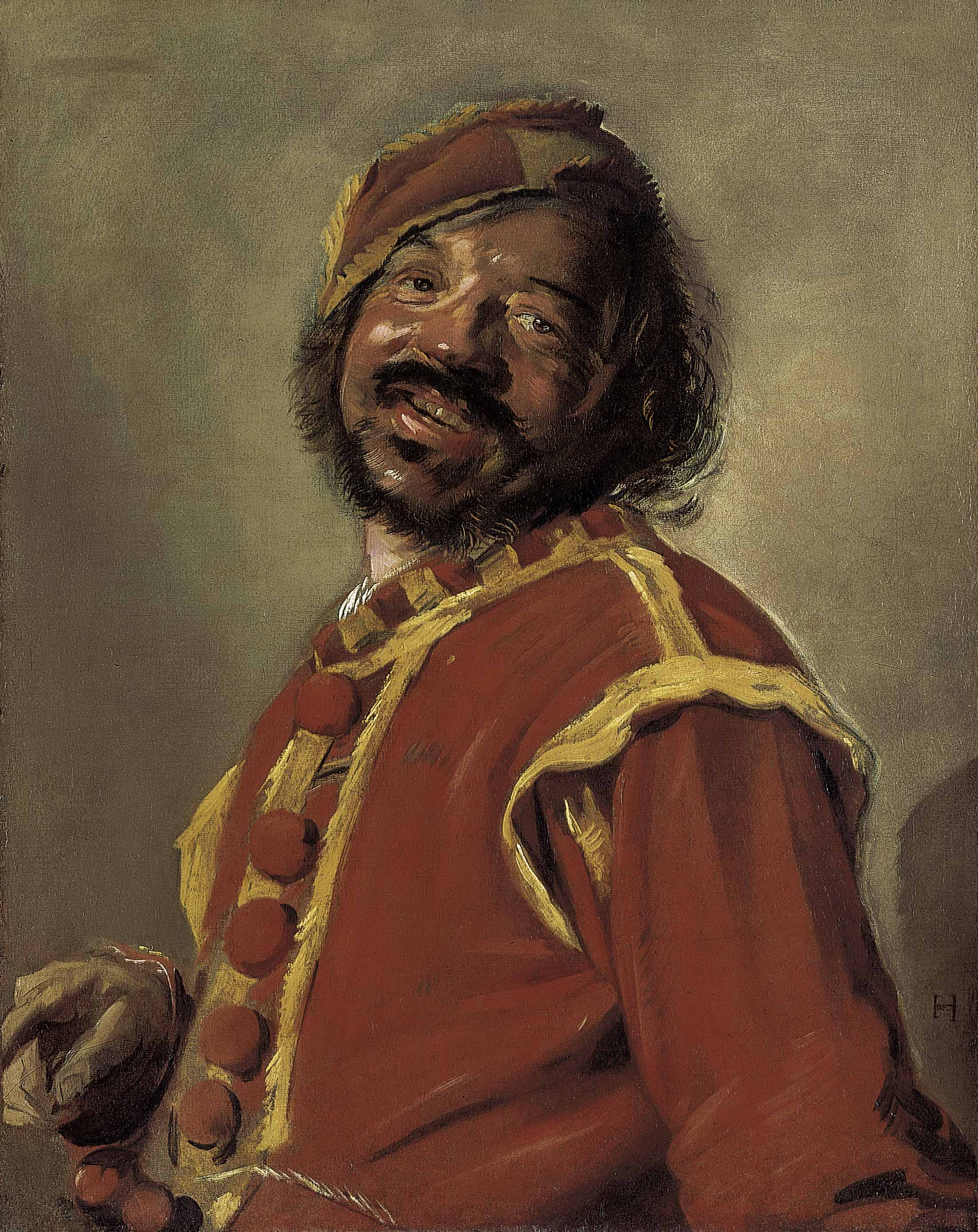
Le mulâtre de Frans Hals, vers 1628.

## En sculpture
Dans le domaine de la sculpture, le genre a été repris sous le nom de « têtes de caractère » par Franz Xaver Messerschmidt.